# Aljaksandr Penihin
Aljaksandr Sjarhejewitsch Penihin (belarussisch Аляксандр Сяргеевіч Пенігін, wiss. Transliteration Aljaksandr Sjarheevič Penihin; * 2. Februar 1974 in Minsk) ist ein ehemaliger belarussischer Freestyle-Skier. Er startete in der Buckelpisten-Disziplinen Moguls und Dual Moguls.

## Werdegang
Penihin trat im Februar 1993 in La Clusaz erstmals im Freestyle-Skiing-Weltcup an, wobei er den 52. Platz im Moguls errang und nahm bis 1997 an 18 Weltcups teil. Sein bestes Ergebnis dabei war der 25. Platz im Moguls im Dezember 1997 in La Plagne. Zudem startete er von 1996 bis 2003 im Europacup. Bei den Weltmeisterschaften 1993 in Altenmarkt-Zauchensee belegte er den 26. Platz, bei den Olympischen Winterspielen 1994 in Lillehammer den 28. Rang und bei den Weltmeisterschaften 1997 im Iizuna Kōgen Sukī-jō den 36. Platz im Moguls.

## Erfolge

### Olympische Spiele
- 1994 Lillehammer: 28. Platz Moguls

### Weltmeisterschaften
- 1993 Altenmarkt-Zauchensee: 26. Platz Moguls
- 1997 Iizuna kogen: 36. Platz Moguls

### Weltcupwertungen
Penihin nahm an 18 Weltcups teil.
| Saison  | Gesamt | Gesamt | Moguls | Moguls |
| Saison  | Platz  | Punkte | Platz  | Punkte |
| ------- | ------ | ------ | ------ | ------ |
| 1997/98 | 122.   | 1      | 53.    | 4      |